# Ismènies de Tebes
Ismènies (Ismenias, Ἰσμενίας) fou un militar tebà, i cap demòcrata de Tebes a la primera meitat del segle iv aC.
Ja apareix el 395 aC quan els exiliats atenencs, encapçalats per Trasibul, van trobar llavors auxili a Tebes i altres ciutats de Beòcia, en bona part degut a Ismènies, el cap demòcrata de la ciutat. Poc després els tebans, sota la direcció d'Ismènies, van fer una expedició a la Fòcida, i entre altres fets, Ismènies va ocupar la ciutat de Traquis, on van matar la guarnició espartana, retornant la ciutat als antics habitants oetans i traquínis de la regió; també va derrotar els focis prop de Nàrix.
El 387 aC la pau d'Antàlcides va posar fi a la guerra del Peloponès i va reconèixer la independència de totes les ciutats gregues. Agesilau II d'Esparta va vetar que Tebes podes exercir hegemonia sobre les ciutats de Beòcia i les ciutats beòcies (Platea, Queronea, Tèspies Tanagra, Queronea, Orcomen, Levàdia i Aliarte) van rebre governs oligàrquics hostils a Tebes i favorables a Esparta, una guarnició de la qual es va establir a Orcomen i un altre a Tèspies, per controlar Beòcia, i Platea fou reconstruïda i posada sota influència espartana (386 aC). Ismènies i els demoòcrates governaren Tebes.
El 382 aC quant el general espartà Febides anava cap a Acantos i Apol·lònia d'Il·líria que havien sol·licitat l'ajut d'Esparta en un conflicte local, va passar per Tebes on el cap opositor oligàrquic Leontiades de Tebes, rival d'Ismènies, li va demanar conquerir i establir una guarnició a Cadmea (la ciutadella de Tebes); els espartans van ocupar Cadmea amb ajut dels oligarques i van enderrocar a Ismènies. Una guarnició tebana fou establerta a Cadmea i Leontiades va assolir el poder. Això fou vist a tota Grècia com una traïció espartana a Tebes i als termes de la pau del 387 aC. El govern espartà va haver de destituir del comandament al general Febides, però el general va restar a Cadmea, i molts ciutadans tebans es van refugiar a Atenes.
Leontiades fou substituït per Àrquies, que va governar fins al 379 aC quant una revolució dirigida per Pelòpides i que tenia el suport d'Ismènies, el va assassinar i els revolucionaris van expulsar els espartans i van prendre el poder. El 378 aC Tebes es va aliar amb Atenes contra Esparta.
El paper d'Ismènies els següents anys és força fosc. El 371 aC Epaminondes fou nomenat beotarca i poc després Atenes i Esparta van signar la pau (Pau de Càl·lies) l'estiu del mateix any. Ismènies apareix en endavant com proper a Epaminondes però sempre a l'ombra d'aquest o de Pelòpides.
El 366 aC els tebans van obtenir de Pèrsia el reconeixement de la seva hegemonia a Grècia i el mateix any els generals Pelòpides i Ismènies van anar, amb molt pocs soldats, a Tessàlia per obligar a Alexandre de Feres i a les ciutats que li eren fidels a reconèixer aquesta hegemonia. Alexandre de Feres els va atacar prop de Farsàlia i els va fer presoners essent portats a Feres. Els tebans no els van poder rescatar de moment, ja que un exèrcit enviat a Tessàlia només es va salvar de la derrota pel geni d'Epaminondes que va assolir el comandament a petició dels soldats. Després d'això totes les ciutats tessàlies es van sotmetre a Alexandre de Feres i la influència tebana va desaparèixer. Aviat una segona expedició dirigida per Epaminondes el 365 aC va assolir la victòria i va obtenir la llibertat dels presoners inclosos Pelòpides i Ismènies.
Després Ismènies no torna a aparèixer.